# Prue Halliwell
Prudence "Prue" Halliwell là một nhân vật trong series phim truyền hình Phép thuât do Mỹ sản xuất.
Prue chỉ xuất hiện trong 3 phần đầu của bộ phim, từ tập 1 - phần 1 cho đến tập 22 - phần 3.
Prue là chị cả của Bộ Ba Phép Thuật và được xưng tụng là phù thủy dũng cảm và quyền năng nhất trong 4 chị em nhà Halliwell (Piper Halliwell, Phoebe Halliwell, và Paige Halliwell), thường được gọi là "Siêu phù thủy".

## Diễn viên
Shannen Doherty thủ vai Prue Halliwell và giành giải Nữ Diễn viên truyền hình xuất sắc của giải Sao Thổ.
Shannen được biết đến trong Ngôi Nhà Nhỏ trên Thảo Nguyên, Heathers, và nổi tiếng trong Beverly Hills, 90210 từ những năm 80 và 90.
Shannen Maria Doherty  sinh ngày 12 tháng 4  năm 1971.
Cô là đạo diễn của phần 3 phim Phép Thuật. Cô từ chối đóng tiếp và cho sử dụng hình ảnh của cô sau khi tham gia xong phần 3.
Shannen là người đầu tiên được mời diễn thử cho vai Piper nhưng đề nghị xin chuyển sang vai Prue.

## Thông tin cá nhân
Tên đầy đủ: Prudence Marie Halliwell
Màu mắt: Xanh lục
Màu tóc: Đen
Chiều cao: 1m60-63
Cung: Thiên Yết (Bọ Cạp)
Sinh nhật: 28-10-1970
Phong cách trang điểm: Tự nhiên
Nước hoa: Must de Cartier
Kiểu tóc: hay thay đổi
Đặc điểm nhận dạng: nốt ruồi sau mũi bên phải 

## Tiểu sử
Prue sinh ngày 28 tháng 10 năm 1970. Cha là Victor Bennett một người thường, và mẹ là Patty Halliwell một phù thủy.
5 tuổi, Prue ban đầu là một đứa trẻ ngây thơ, vui vẻ, nhanh trí và hóm hỉnh trong chuyến đi trở về quá khứ của 3 chị em (Prue, Piper, Phoebe) vào ngày 24 tháng 3 năm 1975. 8 tuổi, sau khi chứng kiến mẹ Patty qua đời, sự kiện này ảnh hưởng lớn tới nội tâm và đời sống tinh cảm của nhân vật Prue với các em của cô. Đồng thời, mối quan hệ giữa Prue và cha đẻ Victor cũng trở nên căng thẳng sau khi Bà xung đột với Victor vì cái chết của Patty và Victor rời khỏi nhà Halliwell. Prue, sau đó, tự coi mình cần có trách nhiệm chăm sóc và thường cư xử như một người mẹ với các em của cô. Prue đã hi sinh tuổi thơ của mình để nuôi dạy các em. Thời học sinh, Prue là học sinh nổi tiếng. Cô là chủ tịch Hội đồng Học Sinh và đội trưởng đội cổ vũ.

## Tính Cách
Prue là một người giàu trách nhiệm rất nguyên tắc, cô đã hi sinh tuổi thơ của mình để nuôi dạy các em, chính tính cách này làm cô và em gái Phoebe có mối quan hệ căng thẳng, mặc dù vậy cô luôn quan tâm tới em mình. Cô là thông minh, tự tin và khôn ngoan, kể cả trong công việc và là một phù thủy, luôn có kế hoạch và rất dũng cảm khi chiến đấu. Cô đã có một trực giác vô cùng tinh tường, cô đã nghi ngờ Cole ngay từ khi gặp và chính xác Cole là một con quỷ.

## Nghề nghiệp
Prue là con người say mê công việc. Prue đã giúp vực dậy hai công ty từ nguy cơ phá sản.
Trong phần một, Prue làm việc tại một bảo tàng lịch sử và đã nghỉ việc vì bị sếp (vốn là chồng chưa cưới) chèn ép do Prue từ chối lời cầu hôn của anh ta. Sau đó, Prue làm việc tại Nhà Đấu Giá Buckland. Cô được xưng tụng là chuyên gia thẩm định đồ cổ tài năng và sáng giá nhất của Buckland theo lời sếp Claire.
Trong phần hai, khi đến tương lai, Prue trở thành Giám đốc của tập đoàn Buckland và cô rất buồn cho dù đã trở thành một người thành công, mọi người không quan tâm tới cô thậm chí họ còn không biết cô có một em gái, cô nói với Piper khi cô ấy chết, điều sẽ viết trên bia mộ của cô là: "Đây là Prudence Halliwell. Cô ấy đã làm việc hết sức chăm chỉ".
Sau khi nghỉ việc tại Buckland, Prue trở thành nhiếp ảnh gia thành công tại Tạp chí 415. Đây chính là nghề nghiệp mà cô mong muốn theo đuổi từ thời niên thiếu.
Sau khi sống lại trong thân xác mới, cô trở thành một hướng dẫn viên du lịch tại Salem Witch House. Cho đến khi cô trở thành người canh giữ Nexus của The All.

## Năng lực ma thuật
Là một phù thủy, Prue sở hữu quyền năng: đọc thần chú, chế tạo thuốc ma thuật, và truy tìm vật hay người thất lạc. Sau khi phát hiện Giáo hội Quỷ muốn giết gia đình mình cô tìm hiểu nhiều hơn về phép thuật. Cô tạo ra nhiều câu thần chú và thuốc độc, Prue và Piper từng tạo ra một loại thuốc độc có thể giết chết Belthazor một con quỷ cấp cao ngay lập tức, Prue cũng là người tạo ra lồng pha lê (Crystal Cage) một vật dùng để bắt quỷ rất hữu ích và thường xuyên được dùng sau này bởi các chị em.
Sức mạnh đặc biệt của Prue là di chuyển đồ vật (Telekinesis) theo ý muốn, cô sử dụng sức mạnh bằng mắt và tay của mình, phép thuật của Prue điều khiển và gia tăng bởi sự tức giận. Cô đã nhanh chóng làm chủ
sức mạnh này: di chuyển nhiều đồ vật khác nhau, tấn công kẻ thù bằng cách ném họ ra xa, tăng cường thể chất cho mình thực hiện các pha nhào lộn ngoạn mục,...
Khi được sống lại trong một thân xác mới, sức mạnh của Prue đã tiến xa hơn. Prue có thể nâng một chiếc ô tô lên cao, nâng cả một viên đá phấn lớn và ép nó cùng với 4 pha lê đến khi nó nổ tung. Khi đi tới tương lai sau mười năm, cô đã
giải phóng một đợt sóng Telekinesis làm cho cả căn gác nổ tung chỉ với một cái vẩy tay.
Vào năm thứ 2 khi làm phù thủy, cô đạt được khả năng xuất hồn (Astral Projection) . Khi sử dụng sức mạnh này Prue ở trong trạng thái ngủ và xuất hiện ở một nơi khác với một bản sao hữu hình, khi ở dạng bản sao này cơ thể cô có khả năng xuyên tường, súng đạn không làm cô bị thương. Cô không thể dùng Telekinesis trong hình dạng này, tuy nhiên Prue có thể di chuyển từ nơi này sang nơi khác trong khi ở hình dạng này.
Cô có thể kết hợp các chị em Halliwell tạo ra Sức mạnh của Bộ Ba Phép Thuật (The Charmed Ones).
Cô từng điều khiển được khả năng Thấu Cảm - cảm nhận nỗi đau, cảm xúc, suy nghĩ của tất cả mọi người.
Trong phần 9 phiên bản truyện tranh, Prue đã sống trở lại trong thân xác một phù thủy khác là Patience, cô tái hợp với các chị em. Tuy nhiên nó đã khiến cho sức mạnh của Bộ Ba (The Charmed Ones) không ổn định và suy yếu vì lời tiên tri của cụ tổ Melinda chỉ nói đến 3 chị em mà không phải 4 chị em. Prue từ bỏ quyền hạn của mình để sức mạnh Bộ Ba của các em mình ổn định và cân bằng.
Do mưu đồ của Rennek một Darklighter đã làm thế giới thay đổi, con người có được phép thuật trong khi đó các sinh vật phép thuật lại mất đi sức mạnh, bao gồm các chị em Halliwell. Khi đó Prue có được tất cả quyền hạn của Bộ Ba gồm Piper, Phoebe và Paige.
Trong trận chiến cuối cùng với Rennek. Prue đã hấp thu sức mạnh của Sách Quỷ (Grimoire) và Thiên Đường Kiếm (Empyreal Sword) vào trong cơ thể mình, đánh bại Rennek. Cô sử dụng quyền năng to lớn đó để thay đổi thế giới, trả lại sức mạnh cho các sinh vật phép thuật, xóa hết tất cả ký ức của con người về việc họ từng có phép thuật. Prue bây giờ trở nên bất tử, sở hữu quyền năng vô cùng lớn của cả hai lực lượng Tốt và Xấu, các Trưởng Lão (The Elders) nói họ rất ngạc nhiên với những gì cô làm. Nhưng cô bị ràng buộc với Nexus và không thể rời khỏi. Trở thành người canh giữ Nexus.
Cô sử dụng sức mạnh thay đổi Nexus làm cho nó giống Trang Viên Halliwell và tạm biệt các em của mình.

## Mối tình vĩnh cửu
Andy Trudeau là mối tình đầu và mối tình lớn nhất trong cuộc đời Prue.
Andy là bạn thân của chị em nhà Halliwell từ thời thơ ấu khi 3 chị em trở về quá khứ năm 1975.
Prue và Andy hẹn hò trong quãng thời gian Prue học trung học và quay lại trong khoảng những năm đầu của tuổi 20.
Trong phần một, ở phần đầu, hai người hẹn hò rồi chia tay sau đó.
Prue từng đọc thần chú Sự Thật trong vòng 24 tiếng để biết phản ứng thật của Andy khi biết cô là phù thủy. Tuy nhiên, Andy từ chối. Prue thất vọng. Andy không nhớ sự kiện này cho tới khi tình cờ biết được bí mật của gia đình Halliwell.
Andy là một cảnh sát hình sự. Anh thu thập nhiều tình tiết bí hiểm về ma thuật liên quan tới nhà Halliwell nhưng không tiết lộ. Anh luôn tìm cách bảo vệ Prue và các chị em của cô khỏi bị tình nghi trong các vụ án.
Trong tập cuối, Andy qua đời khi anh bảo vệ Prue khỏi tay sai của con quỷ Thời gian. Trước khi Andy qua đời, Prue thừa nhận rằng cô vẫn yêu anh và hi vọng anh đừng can thiệp vào cuộc chiến vì lo sợ điều bất trắc xảy đến với anh. Cuối cùng, Prue và Andy trò chuyện và hôn tạm biệt nhau trên thiên đường khi Prue thiếp đi. Andy khuyên cô đừng tự trách bản thân.
Sự kiện này cũng gây suy sụp nội tâm tình cảm của nhân vật Prue một thời gian dài sau đó. Sau sự kiện này, Prue không muốn trở thành phù thủy và cho rằng cái chết của Andy là lỗi của cô.

## Mối quan hệ khác
Jack, đồng nghiệp tại Buckland, là mối quan hệ lâu nhất sau Andy của Prue. Tuy nhiên, cô quyết định nghỉ việc tại Buckland và chia tay Jack khi nhận ra sếp của cô và Jack đều không trung thực trong công việc.

## Thông tin bên lề
Prudence nghĩa là thận trọng, khôn ngoan.
Prue được đặt theo tên của bà cô tổ. Tổ tiên là bà Melinda Warren . Prudence là tên con gái của Melinda Warren.
Prue mất ngày 17 tháng 5 năm 2001.
Trong kiếp trước, Prue tên là Phoebe, sở hữu sức mạnh thổi băng và là một nhiếp ảnh gia.
Paige là em cùng mẹ khác cha của Prue, Piper, và Phoebe.
Nỗi sợ lớn nhất của Prue là chết đuối sau ám ảnh về cái chết của mẹ Patty.
Prue khâm phục sự tự tin và lòng nhiệt tình của Phoebe nhưng ghét nhất thói vô trách nhiệm.
Tội lỗi lớn nhất là tự mãn.
Prue là phù thủy quyền lực thứ 10 trong lịch sử phim truyền hình do AOL bình chọn.